# Hinojos
Hinojos è un comune spagnolo situato nella comunità autonoma dell'Andalusia.